# Beauvais (virksomhed)
 For alternative betydninger, se Beauvais. (Se også artikler, som begynder med Beauvais)
Beauvais er et dansk varemærke og navnet på et tidligere aktieselskab, der fremstillede fødevarer m.v. Mærket ejes i dag af den norske virksomhed Orkla ASA.

## Historie
Beauvais blev grundlagt i 1850 af franskmanden Jean D. Beauvais under navnet Aktieselskabet De danske Vin- og Konservesfabriker (I.D. Beauvais & M. Rasmussen) som Danmarks første konservesfabrik. Beauvais' første store fabrik med produktion af såvel fødevarer som dåser lå ved Lyngbyvej i København. Bygningerne var tegnet af Thorvald Sørensen og opført 1895. Bygningerne blev forladt i 1970 og revet ned, og  området kendes i dag som Beauvaisgrunden.
I 1905 kom firmaet i vanskeligheder og på Privatbankens foranledning blev der lavet en sammenslutning med fabrikken Dansk Vin- og Konservesfabrik, M. Rasmussen  i Faaborg. 1.1.1906 opstod A/S Den danske Vin- og Konservesfabrik – M. Rasmussen med hovedsæde i København. Efterhånden blev de to fabrikkers produktion sammenlagt, og fabrikken i Faaborg blev lukket. Mads Rasmussen, der stiftede Faaborg Museum for Fynsk Malerkunst, var til kort før sin død i 1916 direktør for den store konservesvirksomhed.
Beauvais flyttede i 1957 grøntsagsproduktionen til Svinninge i Vestsjælland for at være tæt på avlerne omkring Lammefjorden, som leverede en stor del af grøntsagerne til Beauvais' produktion af syltet grønt. Efterfølgende blev hele produktionen flyttet fra Lyngbyvej til Svinninge, hvor der i dag fortsat er produktion. 

### A/S Beauvais
A/S Beauvais blev etableret i 1976. I 1995 blev det opkøbt af det norske konglomerat Orkla, der i dag driver Beauvais under selskabet Orkla Foods Danmark.. 